# Barßel
Barßel è un comune di 13 301 abitanti, della Bassa Sassonia, in Germania.
Appartiene al circondario (Landkreis) di Cloppenburg (targa CLP).